# Itapajé
Itapajé es un municipio brasileño del estado del Ceará. Su población estimada en 2004 era de 44.914 habitantes.

## Geografía

### Clima
Tropical caliente semiárido con un promedio de lluvias media de 836 mm con lluvias concentradas de enero a la abril.

### Hidrografía y recursos hídricos
Los principales cursos de agua son: Ríos: Caxitoré y Itapajé, que desaguan en el río Curu. Arroyos: Camocim, Gramíneas Açu, Eldorado, Ipu, Sao Joaquim y otros. Represas: Caxitoré, 1 Acueducto y 56 Pozos.

### Relieve y suelos
Localizada de la Sierra de Uruburetama, tiene como principales elevaciones las sierras del Mulungu, de Uruburetama y de la Vertes.

## Política
La administración municipal se localiza en la sede, Itapajé.